# Naturschutzgebiet Baggersee Vorster Busch

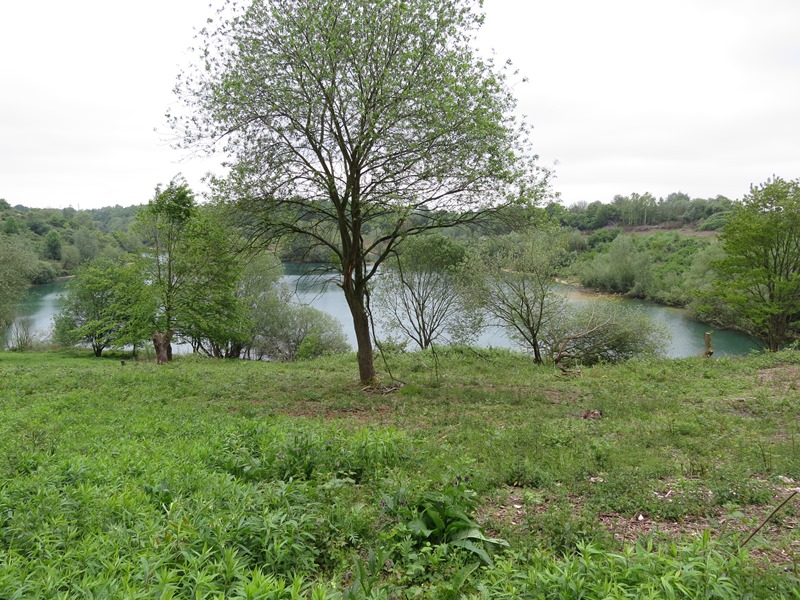
Baggersee Vorster Busch

Das Naturschutzgebiet Baggersee Vorster Busch befindet sich auf dem Gebiet der kreisfreien Stadt Mönchengladbach in Nordrhein-Westfalen. Das Naturschutzgebiet liegt im Mönchengladbacher Stadtteil Vorst südlich der Vorster Straße und westlich der A 61.

## Bedeutung
Das 30,5872 ha große Gebiet ist seit 2004 unter der Kennung MG-016 als Naturschutzgebiet ausgewiesen. Schutzzweck ist die Erhaltung der besonderen Zusammensetzung verschiedener Biotop- und Grünstrukturen und die Erhaltung von Lebensräumen und Biotopen besonders geschützter und gefährdeter Tier- und Pflanzenarten insbesondere der Vogelwelt, der Libellen, Heuschrecken und Schmetterlinge.